# Petr Svoboda (1966)
Petr Svoboda (* 14. února 1966, Most) je bývalý český hokejový obránce.

## Hokejová kariéra
Je odchovancem Litvínova, za který nastupoval v nejvyšší soutěži dospělých od 16 let. V roce 1984 emigroval a hned na jaře téhož roku byl v prvním kole draftován klubem NHL – Montreal Canadiens, se kterým vyhrál v roce 1986 Stanley Cup. V roce 1991 byl Svoboda členem širšího kanadského výběru pro Kanadský pohár, ale pro zranění nestihl přípravu a na turnaji nehrál. V kategorii dospělých debutoval až o sedm let později v reprezentačním dresu českého mužstva. Na zimních olympijských hrách v Naganu v roce 1998 vstřelil jediný a vítězný gól české reprezentace ve finálovém zápase proti Rusku, zároveň svůj jediný gól v české reprezentaci. Přesná střela Petra Svobody od modré čáry, kolektivní výkon celého mužstva a výkon Dominika Haška v brance se společně zasloužili o největší úspěch reprezentace České republiky v ledním hokeji. Během sedmnácti sezón v NHL oblékal také dres Buffala, Philadelphie a Tampy Bay. Celkem odehrál v NHL více než tisíc utkání (tuto hranici pokořil jako první český hokejista), přičemž své poslední utkání v této soutěži sehrál v prosinci 2000, kdy utrpěl otřes mozku a ukončil kariéru.
Po ukončení hráčské kariéry působil do začátku 20. let 21. století jako hráčský agent. Od května 2020 je spolumajitelem švýcarského klubu Lausanne HC.

## Zajímavosti
10. dubna 1985 v playoff NHL vstřelil svůj první gól v playoff. Montreal Canadiens prohrával 3:0 nad týmem Boston Bruins, ve druhé třetině v čase 28:52 skóroval a snížil stav na 3:1. Na začátku třetí třetiny Canadiens dokázal vyrovnat ale v závěru zápasu dostali dvě branky a prohráli zápas 5:3. Na jeho první branku v playoff mu asistoval kanadský útočník Guy Carbonneau. Petr Svoboda se stal prvním československým obráncem, který vstřelil branku v playoff NHL.

## Ocenění a úspěchy
- 1983 MEJ – All-Star Tým
- 1983 MEJ – Nejlepší obránce
- 1998 OH – Nejtrestanější hráč
- 1998 OH – Vítězný gól
- 2024 Uveden do Síně slávy českého hokeje.

## Prvenství
- Debut v NHL – 11. října 1984 (Buffalo Sabres proti Montreal Canadiens)
- První asistence v NHL – 11. října 1984  (Buffalo Sabres proti Montreal Canadiens)
- První gól v NHL – 18. října 1984  (Montreal Canadiens proti Los Angeles Kings, kanadským brankářem Darren Eliot)

## Rekordy

### Platné rekordy
- nejvíce odehraných zápasů s českým občanstvím v playoff v lize NHL – rekord překonal v sezóně 1986/1987, který držel československý obránce Miroslav Dvořák.
- nejlepší český nahrávač mezi obránci v playoff v lize NHL – tento rekord překonal v sezóně 1986/1987, který držel československý obránce Miroslav Dvořák.
- nejproduktivnější československý/český obránce v playoff v lize NHL – tento rekord překonal v sezóně 1986/1987, který držel československý obránce Miroslav Dvořák.
- nejtrestanější český hráč v lize NHL – tento rekord překonal v sezóně 1988/1989, který držel československý útočník Miroslav Fryčer.
- nejtrestanější český obránce v playoff v lize NHL – tento rekord překonal v sezóně 1984/1985, který držel československý obránce Jiří Bubla.

### Překonané rekordy
- nejvíce odehraných zápasů s českým občanstvím v lize NHL – rekord překonal v sezóně 1990/1991, který držel československý útočník Václav Nedomanský. Jeho rekord překonal Jaromír Jágr v sezóně 2005/2006.
- nejvíce odehraných zápasů mezi obránci s českým občanstvím v lize NHL – rekord překonal v sezóně 1987/1988, který držel československý obránce Jiří Bubla. Jeho rekord překonal Roman Hamrlík v sezóně 2007/2008.
- nejlepší československý/český střelec mezi obránci v lize NHL – tento rekord překonal v sezóně 1988/1989, který držel československý obránce Jiří Bubla. Jeho rekord překonal Roman Hamrlík v sezóně 1996/1997.
- nejlepší československý/český nahrávač mezi obránci v lize NHL – tento rekord překonal v sezóně 1987/1988, který držel československý obránce Jiří Bubla. Jeho rekord překonal Roman Hamrlík v sezóně 2005/2006.
- nejproduktivnější československý/český obránce v lize NHL – tento rekord překonal v sezóně 1987/1988, který držel československý obránce Jiří Bubla. Jeho rekord překonal Roman Hamrlík v sezóně 2002/2003.

## Klubová statistika
| Sezóna       | Klub                | Soutěž       |      | Základní část | Základní část | Základní část | Základní část | Základní část |   | Play off | Play off | Play off | Play off | Play off |
| Sezóna       | Klub                | Soutěž       | Z    | G             | A             | B             | TM            | Z             | G | A        | B        | TM       |          |          |
| 1982–83      | TJ CHZ Litvínov     | ČSHL         | 4    | 0             | 0             | 0             | 2             | —             | — | —        | —        | —        |          |          |
| 1983–84      | TJ CHZ Litvínov     | ČSHL         | 18   | 3             | 1             | 4             | 20            | —             | — | —        | —        | —        |          |          |
| 1984–85      | Montreal Canadiens  | NHL          | 73   | 4             | 27            | 31            | 65            | 7             | 1 | 1        | 2        | 12       |          |          |
| 1985–86      | Montreal Canadiens  | NHL          | 73   | 1             | 18            | 19            | 93            | 8             | 0 | 0        | 0        | 21       |          |          |
| 1986–87      | Montreal Canadiens  | NHL          | 70   | 5             | 17            | 22            | 63            | 14            | 0 | 5        | 5        | 10       |          |          |
| 1987–88      | Montreal Canadiens  | NHL          | 69   | 7             | 22            | 29            | 149           | 10            | 0 | 5        | 5        | 12       |          |          |
| 1988–89      | Montreal Canadiens  | NHL          | 71   | 8             | 37            | 45            | 147           | 21            | 1 | 11       | 12       | 16       |          |          |
| 1989–90      | Montreal Canadiens  | NHL          | 60   | 5             | 31            | 36            | 98            | 10            | 0 | 5        | 5        | 2        |          |          |
| 1990–91      | Montreal Canadiens  | NHL          | 60   | 4             | 22            | 26            | 52            | 2             | 0 | 1        | 1        | 2        |          |          |
| 1991–92      | Montreal Canadiens  | NHL          | 58   | 5             | 16            | 21            | 94            | —             | — | —        | —        | —        |          |          |
| 1991–92      | Buffalo Sabres      | NHL          | 13   | 1             | 6             | 7             | 52            | 7             | 1 | 4        | 5        | 6        |          |          |
| 1992–93      | Buffalo Sabres      | NHL          | 40   | 2             | 24            | 26            | 59            | —             | — | —        | —        | —        |          |          |
| 1993–94      | Buffalo Sabres      | NHL          | 60   | 2             | 14            | 16            | 89            | 3             | 0 | 0        | 0        | 4        |          |          |
| 1994–95      | HC Litvínov, s.r.o. | ČHL          | 8    | 2             | 0             | 2             | 50            | —             | — | —        | —        | —        |          |          |
| 1994–95      | Buffalo Sabres      | NHL          | 26   | 0             | 5             | 5             | 60            | —             | — | —        | —        | —        |          |          |
| 1994–95      | Philadelphia Flyers | NHL          | 11   | 0             | 3             | 3             | 10            | 14            | 0 | 4        | 4        | 8        |          |          |
| 1995–96      | Philadelphia Flyers | NHL          | 73   | 1             | 28            | 29            | 105           | 12            | 0 | 6        | 6        | 22       |          |          |
| 1996–97      | Philadelphia Flyers | NHL          | 67   | 2             | 12            | 14            | 94            | 16            | 1 | 2        | 3        | 16       |          |          |
| 1997–98      | Philadelphia Flyers | NHL          | 56   | 3             | 15            | 18            | 83            | 3             | 0 | 1        | 1        | 4        |          |          |
| 1998–99      | Philadelphia Flyers | NHL          | 25   | 4             | 2             | 6             | 28            | —             | — | —        | —        | —        |          |          |
| 1998–99      | Tampa Bay Lightning | NHL          | 34   | 1             | 16            | 17            | 53            | —             | — | —        | —        | —        |          |          |
| 1999–00      | Tampa Bay Lightning | NHL          | 70   | 2             | 23            | 25            | 170           | —             | — | —        | —        | —        |          |          |
| 2000–01      | Tampa Bay Lightning | NHL          | 19   | 1             | 3             | 4             | 41            | —             | — | —        | —        | —        |          |          |
| Celkem v NHL | Celkem v NHL        | Celkem v NHL | 1028 | 58            | 341           | 399           | 1605          | 127           | 4 | 45       | 49       | 135      |          |          |

## Reprezentace
| Rok                    | Tým                    | Soutěž                 | Z  | G | A | B | TM |
| ---------------------- | ---------------------- | ---------------------- | -- | - | - | - | -- |
| 1983                   | Československo 18      | MEJ                    | 5  | 0 | 0 | 0 | 8  |
| 1984                   | Československo 18      | MEJ                    | 5  | 1 | 1 | 2 | 16 |
| 1984                   | Československo 20      | MSJ                    | 7  | 0 | 4 | 4 | 16 |
| 1998                   | Česko                  | OH                     | 6  | 1 | 1 | 2 | 39 |
| Juniorská reprezentace | Juniorská reprezentace | Juniorská reprezentace | 17 | 1 | 5 | 6 | 40 |
| Seniorská reprezentace | Seniorská reprezentace | Seniorská reprezentace | 6  | 1 | 1 | 2 | 39 |